# Гийота, Пьер

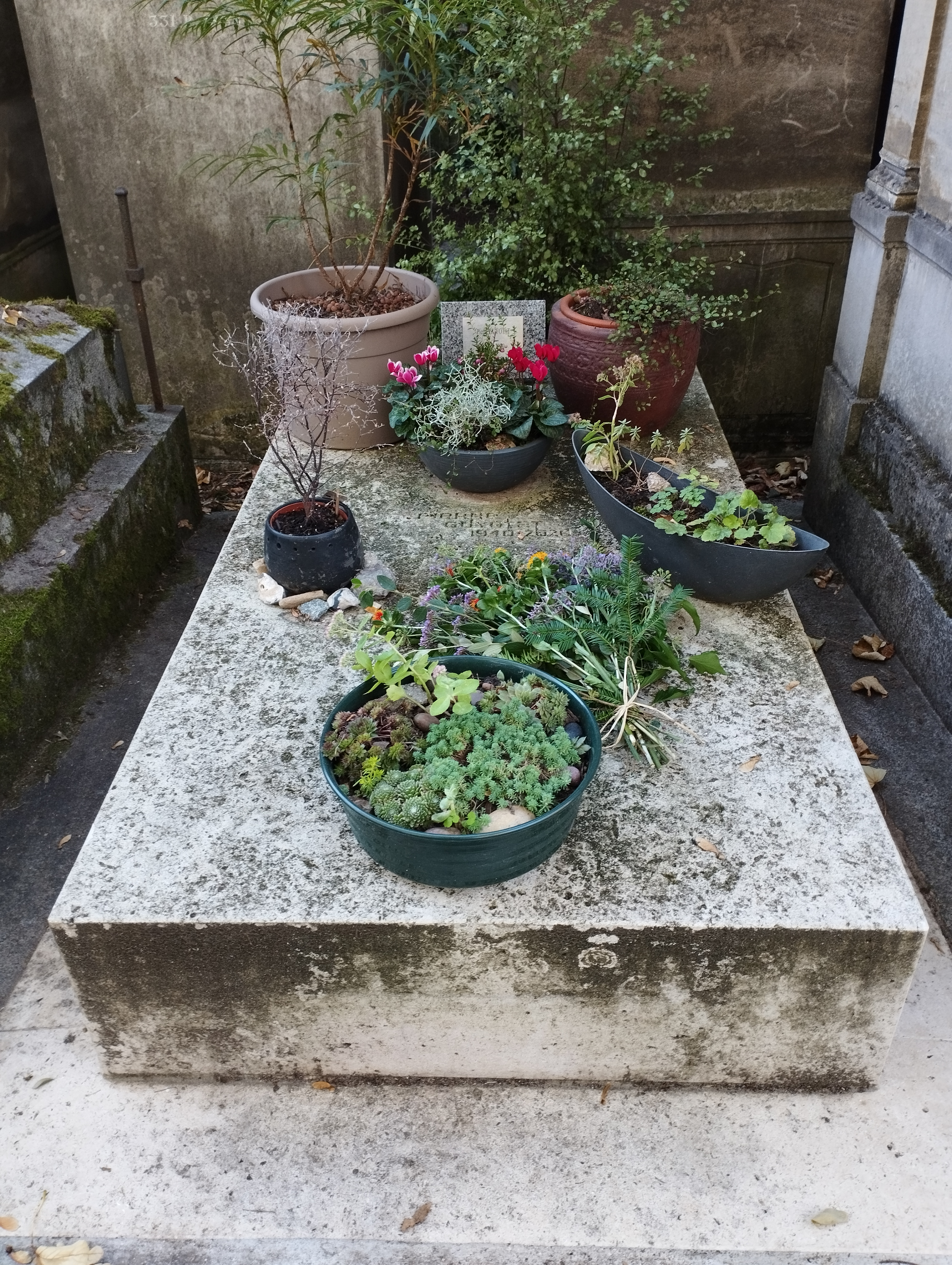
Могила писателя на кладбище Пер-Лашез

Пьер Гийота́ (фр. Pierre Guyotat, 9 января 1940, Бург-Арженталь, Луара — 7 февраля 2020, Париж, Франция) — французский писатель. Для его творчества был характерен повышенный интерес к вопросам насилия, экстремальным проявлениям сексуальности и исследование пределов человеческой свободы. Романы Гийота «Могила для 500 000 солдат» (1967), «Эдем. Эдем. Эдем» (1970), «Проституция» (1975/1987) изобилуют откровенными и шокирующими сценами совокуплений, жестоких пыток и живописуют отношения, построенные на принципах рабского подчинения и сексуальной эксплуатации. Язык его книг отличают необычные орфография и пунктуация, активное использование варваризмов, неологизмов и звукоподражаний. Публикации Гийота нередко приводили к скандалам, а его роман «Эдем. Эдем. Эдем» был запрещён во Франции в течение двенадцати лет (1970—1981). По словам писателя, он «мучительно создаёт труды, которые бесчеловечны и противоестественны, как для разума, так и для языка», и его работа «отторгла его от общества… и даже от себя самого».
В 1968—1971 годах состоял во Французской коммунистической партии.